# Xã Taylor, Quận Fulton, Pennsylvania
Xã Taylor (tiếng Anh: Taylor Township) là một xã thuộc quận Fulton, tiểu bang Pennsylvania, Hoa Kỳ. Năm 2010, dân số của xã này là 1.118 người.